# Богушевский, Василий Дмитриевич
Василий Дмитриевич Богушевский (22 апреля (3 мая) 1791 — после 1868) — генерал от кавалерии русской императорской армии, герой наполеоновских и русско-турецких войн; мемуарист.

## Биография
Происходил из смоленской ветви небогатого рода столбовых дворян Богушевских; родился 22 апреля (3 мая) 1791 года в селе Петрово Духовщинского уезда (ныне — в составе Ярцевского района) Смоленской губернии.
Вместе с братом Алексеем в 1803 году поступил на военную службу в Каргопольский драгунский полк, где уже служил офицером их старший брат Пётр, — и был зачислен в Калужский кадетский корпус, из которого был выпущен 1 марта 1806 года с чином прапорщика в тот же Каргопольский драгунский полк. Назначен в 1-й взвод 1-го эскадрона полка.
Участник войны Четвёртой коалиции 1806—1807 годов. Был в делах при 12 декабря при Насельске, 14 — при Пултуске, где участвовал как в знаменитой атаке Лейб-кирасир Кожина, так и в завершающей атаке русской тяжёлой кавалерии на завязшую в грязи французскую пехоту; 25 декабря при Гуттштате участвовал в эскадронном деле по отбитию у французов 7 пушек Черниговского пехотного полка, причём едва не был убит. Под Прейсиш-Эйлау с полком в сражениях 25 и 27 января. Участвовал также в сражениях при Гайльсберге и Фридланде.
В 1809 году вместе с Карлом Сталем был от полка в командировке на мызе Стрельна «для узнания порядка службы».
Участник Отечественной войны 1812 года, за которую был произведён в поручики Каргопольского драгунского полка и награждён орденом Св. Анны 4-й степени. Именно взвод Богушевского захватил 4 французские пушки при атаке 1-го дивизиона полка на французскую артиллерийскую батарею при Красном — этот эпизод Отечественной войны впоследствии послужил сюжетом для картины художника Самокиша «Атака Каргопольского драгунского полка на французскую артиллерийскую батарею при Красном». На следующий день командовал захватом одного из французских денежных ящиков.
Принимал с полком участие в войне Шестой коалиции, был в делах при Кацбахе, Дрездене, Лейпциге, Фер-Шампенуазе и Париже.
В 1828 году — майор, командир 7 эскадрона Оренбургского уланского полка.
25 декабря 1833 года, в чине подполковника, награждён орденом Св. Георгия 4-й степени за выслугу 25 лет в офицерских чинах (№ 4825).
В 1837 году — полковник, командир гусарского фельдмаршала князя Витгенштейна полка.
С 25 июня 1845 года — генерал-майор по кавалерии. За участие в подавлении Венгерской революции 1848—1849 гг. награждён орденом Св. Анны 1-й степени, а император Австро-Венгрии сделал Богушевского командором австрийского ордена Леопольда.
В Восточной войне командовал заградительным отрядом Дунайской армии силой 8 эскадронов, состоявшим из Вознесенского и Ольвиопольского уланских полков его собственной 1-й бригады 4-й лёгкой кавалерийской дивизии графа Нирода при 8 орудиях, под Каларашем. В 1855 году награждён орденом Св. Владимира 2-й степени.
С 20 февраля 1856 года — генерал-лейтенант по кавалерии, назначен состоять в распоряжении главнокомандующего Южной армией и войсками, в Крыму находящимися.
Высочайшим приказом в 1861 году произведён в генералы от кавалерии. В списках генералам на 1862 год уже не значится.
Был женат с 12 ноября 1822 года до смерти супруги, последовавшей 13 марта 1868 года. Известны по имени, как минимум, двое сыновей Богушевского, Василий и Борис

## Записки генерала В. Д. Богушевского
Оставил мемуары — «Записки генерала В. Д. Богушевского», содержащие, в частности, ценные сведения о действиях русской кавалерии в Отечественной войне 1812 года. Составление мемуаров было прервано смертью супруги Богушевского, последовавшей 13 марта 1868 года. Об этом 25 марта написал в конце рукописи сам генерал. Собственно текст представляет собой черновик на 180 четвертных листах бумаги, переданный кем-то из потомков автора одному из составителей сборника «Воронежское дворянство в Отечественную войну» через 44 года после их написания. Мемуары были изданы в сборнике на тридцати страницах с сохранением стиля, орфографии и пунктуации черновика — и содержат ряд небезынтересных исторических анекдотов о ключевых событиях в истории Отечественной войны и Заграничных походов, а также —  о многих более-менее известных участниках тех событий: от Александра I, Великого князя Константина Павловича, Барклая-де-Толли и Ермолова — до простых солдат. Кроме того, в записках присутствуют меткие очерки военного быта и нравов той эпохи.

## Награды
- Орден Св. Анны 4-й степени (1812)
- Знак отличия за военное достоинство 3-й степени (1831)
- Орден Св. Анны 2-й степени (1832)
- Императорская короны к ордену Св. Анны 2-й степени (1832)
- Орден Св. Георгия 4-й степени за 25 лет службы в офицерских чинах (1833)
- Единовременно 1200 рублей (1834)
- Орден Св. Станислава 2-й степени (1835)
- Прусский орден Красного Орла 3-й степени (1835)
- Единовременно 1500 рублей (1835)
- 3000 десятин земли (1837)
- Знак отличия беспорочной службы за XXX лет (1841)
- Орден Св. Владимира 3-й степени (1846)
- Орден Св. Станислава 1-й степени (1847)
- Орден Св. Анны 1-й степени (1849)
- Командор австрийского ордена Леопольда (1850)
- Императорская корона к ордену Св. Анны 1-й степени (1851)
- Знак отличия беспорочной службы за XLV лет (1853)
- Орден Св. Владимира 2-й степени (1855)